# Hradec-Nová Ves
Hradec-Nová Ves é uma comuna checa localizada na região de Olomouc, distrito de Jeseník.